# トレンディエンジェルのPePePeラジオ
トレンディエンジェルのPePePeラジオは文化放送で2016年1月から2021年9月25日まで放送されたラジオバラエティ番組である。

## 概要
お笑いコンビ・トレンディエンジェルの冠番組である。
開始以来収録番組として、何度かの放送枠移動や拡大・縮小を経たが、2019年10月改編で土曜昼の生ワイド番組へと昇格し、音楽番組色を強める形でリニューアルされたが、その2年後の2021年9月25日に終了することになり、5年9か月の歴史に幕を閉じた。
終了から2年3か月後、2023年12月5日の19:00～21:00に『好きがつながる! トレンディエンジェルのPePePeラジオスペシャル』として復活特番が放送された。

## 出演者
パーソナリティ
- トレンディエンジェル（斎藤司、たかし）

アシスタント
- 舘谷春香[2] (2019年10月5日 - ) [3]

準レギュラー
- バイク川崎バイク (2018年4月 - )

## 放送・配信時間
いずれもJST。
ラジオ
- 文化放送
  - 水曜 19:00 - 19:30（2016年1月 - 2016年3月、30分）
  - 日曜 18:45 - 19:00（2016年4月 - 2017年10月、15分）
  - 月曜 20:00 - 20:30（2017年10月 - 2018年3月、30分）
  - 火曜（月曜深夜） 2:00 - 3:00（2018年4月 - 2019年3月、60分）
  - 火曜（月曜深夜） 2:00 - 2:30（2019年4月 - 2019年9月、30分）
  - 土曜 11:00 - 13:00（2019年10月5日 - 2021年9月25日、120分）

インターネット配信
- AbemaRADIO
  - 月曜（日曜深夜） 0:30 - 1:30（2018年4月8日 - 9月30日）

## コーナー
- おすすめソング

斎藤による替え歌。
- 言えないよ2016（→2017→2018→2019）

日ごろ、口に出していえない秘密や入れ難いツッコミを入れるコーナー。BGMは郷ひろみの『言えないよ』。
- 劣等感川柳

自分のコンプレックス、自虐を川柳にして送る。段位制で多数決により昇段を決める。
- BKBを見た!

出演者のプライベート目撃情報を送ってもらう。
- エロい！コーナー

エロを前提とするとエロいと思えるワードを送ってもらうコーナー。
- 啓発・格言

教祖キャラとして売り出したい川崎がネットから拾ったという言葉を披露する。
- ゲストのコーナー

11時台と12時台にそれぞれ1回ずつ放送。
- はぴねすくらぶラジオショッピング

週替わりで登場するショッピングキャスターと絡みながら、お得な商品を紹介していく。11:35頃に放送。
- 文化放送ニュース

報道スポーツセンターから鈴木純子アナウンサーが伝える。11:30頃と12:15頃に放送。
- 天気予報・交通情報

気象情報は日本気象協会の職員が、交通情報は日本道路交通情報センター九段センターの職員が伝える。11:40頃と12:50頃に放送。